# 10. korpus (Kopenska vojska ZDA)
Za druge 10. korpuse glejte 10. korpus.
10. korpus je bil korpus Kopenske vojske Združenih držav Amerike.